# Autoroute espagnole B-23
Pour les articles homonymes, voir B23.
L'autoroute B-23 est une autoroute urbaine qui permet d'accéder à Barcelone depuis l'AP-2.
Elle prolonge l'AP-2 à Molins de Rei et longe la rivière Llobregat en parallèle avec l'A-2.
D'une longueur de 10 kilomètres environ, elle relie l'AP-2 au nord-ouest de l'agglomération au périphérique nord de Barcelone (B-20) avant de prolonger la grande Avenue Diagonal.
Elle est composée de sept échangeurs jusqu'au périphérique. Elle absorbe un fort trafic automobile aux alentours de 100000 véhicules par jour.

## Tracé
- Sur le prolongement de l'AP-2 à hauteur de Molins de Rei, elle roule en parallèle avec l'A-2 jusqu'à ce qu'elles se rejoignent à Sant Feliu de Llobregat.
- Elle dessert les communes de la banlieue proche au nord-ouest de Barcelone (Sant Joan Despí, Esplugues de Llobregat…).
- Elle croise ensuite la B-20 (périph nord) avant de prolonger l'Avenue Diagonal

## Sorties
| Numéro de la sortie | Nom de la sortie | Bifurcation |
| ------------------- | --- | ----------- |
|                     | Autoroute du Nord-Est Saragosse - Valence | AP-2        |
| 30                  | Molins del Rei - Sant Feliu de Llobregat - Sant Vicenç del Horts                                                                                         | N-340       |
| 31                  | Sant Vicenç dels Horts - Zone Industrielle El Pla |             |
|                     | Lleida - Vallirana B-24 Barcelone-Sud - Port de Barcelone - Sant Boi de Llobregat B-10                                                                   | A-2         |
| 27                  | Sant Feliu de Llobregat Sud - Sant Juan de Despi Nord |             |
| 26                  | L'Hospitalet de Llobregat - Sant Just Desvern |             |
|                     | Ronda de Dalt - Barcelone Nord L'Hospitalet de Llobregat - Santa Coloma de Gramanet Barcelone Centre - Barcelone-Avenida de Diagonal - Stade du Camp Nou | B-20        |